# Cremastosperma cenepense
Cremastosperma cenepense Pirie & Zapata – gatunek rośliny z rodziny flaszowcowatych (Annonaceae Juss.). Występuje naturalnie w Peru.

## Morfologia
PokrójZimozielone drzewo dorastające do 10 m wysokości. Gałęzie są owłosione.
LiścieMają eliptyczny kształt. Mierzą 12–22 cm długości oraz 4–8 cm szerokości. Nasada liścia jest sercowata. Blaszka liściowa jest całobrzega o spiczastym wierzchołku. Ogonek liściowy jest owłosiony i dorasta do 4–7 mm długości.
KwiatySą pojedyncze, rozwijają się w kątach pędów.
OwoceTworzą owoc zbiorowy. Mają elipsoidalny kształt. Osiągają 14–15 mm długości.